# Плієв Дмитро Тамазович
Дмитро Тамазович Плієв (нар. 14 березня 1991, Тбілісі) — український футболіст. Захисник.

## Кар'єра
Вихованець київського футболу. Перший тренер — Валерій Миколайович Краснощок. Розпочав футбольну діяльність у київському «Динамо» у 2003 році; «Відрадний» Київ (2004—2007), КСДЮШОР Київ (2007/08).
На професіональному рівні дебютував 23 квітня 2008 року в домашній грі «Нафкома» (Бровари) проти «Оболоні-2» у другій лізі. Потім виступав за «Арсенал» Київ (молодіжна) (2009—2010), «Металіст» Харків (молодіжна) (2010/11) і першолігових «Геліос» Харків (2011—2012) і ФК «Львів» (2012). У Львові грав під № 2.